# Abraxas juncta
Abraxas juncta là một loài bướm đêm trong họ Geometridae.